# Ethylene Distribution System
Ethylene Distribution System (EDS) — трубопровід у канадській провінції Альберта, призначений для транспортування етилену від піролізних установок у Джоффре до споживачів.
Вироблений на майданчику у Джоффре етилен переважно споживається тут же для продукування поліетилену (а також постачання заводу альфа-олефінів), проте суттєва частина спрямовується на більш віддалені підприємства по трубопроводу EDS. Введена в експлуатацію у 1979 році, система має довжину 170 км, діаметр від 101 до 324 мм та розрахована на максимальний тиск у 9,93 МП. Етиленопровід прокладений під землею на глибині не менше ніж 1 метр.
Через EDS постачаються:
- завод оксиду етилену та моноетиленгліколю у Прентіссі (менше ніж за десяток кілометрів на північний захід від піролізного майданчику в Джоффре), який потребує 344 тисячі тонн етилену на рік;
- едмонтонський завод етиленвінілацетату та поліетилену низької щільності компанії Celanese потужністю 143 тисяч тонн, котрий споживає 61 тисячу тонн етилена;
- завод моноетиленгліколю корпорації Shell у Скотфорді, що використовує 260 тисяч тонн етилену на рік;
- виробництво мономеру стирену у Скотфорді, яке так само належить Shell та для випуску 450 тисяч тонн мономеру споживає 121 тисячу тонн етилену.[1][2]

Неподалік від кінцевої точки маршруту система EDS сполучена з трьома комплексами підземних сховищ, які здатні зберігати етилен — Форт-Саскачевані, Редватер та Хартленд.